# Domaine de Komono
Le domaine de Komono (菰野藩, Komono-han) était un domaine féodal japonais de la province d'Ise (de nos jours préfecture de Mie). Durant toute son histoire, il fut dirigé par le clan Hijikata.

## Liste des daimyos
- Clan Hijikata (tozama daimyo ; 12 000 koku)

1. Katsuuji
2. Katsutaka
3. Katsutoyo
4. Katsuyoshi
5. Katsufusa
6. Katsumasa
7. Katsunaga
8. Katsusada
9. Katsutane
10. Katsuoki
11. Katsuyoshi
12. Katsunaga
13. Katsuyuki

## Source de la traduction
- (en) Cet article est partiellement ou en totalité issu de l’article de Wikipédia en anglais intitulé « Komono Domain » (voir la liste des auteurs).